# Nazionale maschile di calcio a 5 della Libia
La nazionale maschile di calcio a 5 della Libia è, in senso generale, una qualsiasi delle selezioni nazionali di Calcio a 5 della Libyan Football Federation che rappresentano la Libia nelle varie competizioni ufficiali o amichevoli riservate a squadre nazionali.
La nazionale verde ha raggiunto per la prima volta una fase finale del FIFA Futsal World Championship al termine del campionato continentale del 2008 giocato in casa. Nelle precedenti edizioni della Coppa d'Africa aveva ottenuto risultati assai altalenanti: non iscritta nel 1996, è giunta terza nell'edizione 2000 e nuovamente non si è iscritta all'edizione 2004. Nel 2008, come paese organizzatore, ha ottenuto il migliore risultato nel girone di primo turno, sbarazzandosi poi in semifinale del Mozambico e giungendo alla finale a Tripoli dove ha battuto l'Egitto al termine di una gara che si è protratta per due tempi supplementari, con il punteggio di 4-3.

## Palmarès

### Campionati mondiali
- La squadra nazionale libica ha ottenuto 3 partecipazioni ai campionati mondiali. Si è qualificata per la prima volta all'edizione 2008 disputatasi in Brasile, dove è stata eliminata al primo turno; sorte analoga è avvenuta nell'edizione successiva in Thailandia. Si è qualificata poi all'edizione 2024, in corso in Uzbekistan, uscendo però sempre al primo turno.

### Campionati africani
- La squadra nazionale libica ha partecipato a cinque African Futsal Championship, vincendo l'edizione 2008 in cui è stato anche paese organizzatore, battendo in finale i campioni uscenti egiziani. Dopo l'edizione cancellata del 2012, esce poi alla fase a gironi nel 2016, e conclude quarta nel 2020 e terza nel 2024.

## Risultati nelle competizioni internazionali

### FIFA Futsal World Championship
- 1989 - non presente
- 1992 - non presente
- 1996 - non presente
- 2000 - non qualificata
- 2004 - non presente
- 2008 - Primo turno
- 2012 - Primo turno
- 2016 - non qualificata
- 2021 - non qualificata
- 2024 - Primo turno

### African Futsal Championship
- 1996 - non presente
- 2000 - terzo posto
- 2004 - non presente
- 2008 - Campione d'Africa
- 2016 - fase a gironi
- 2020 - quarto posto
- 2024 - terzo posto